# Валлумбілла – Дарлінг-Даунз
Валлумбілла – Дарлінг-Даунз – газопровід у австралійському штаті Квінсленд.
Споруджений в 2009 році трубопровід сполучив газовий хаб у Валлумбіллі з ТЕС Дарлінг-Даунз. Він має довжину 205 кілометрів та виконаний в діаметрі 450 мм .
Трубопровід є бідирекціональним і на своєму шляху може приймати ресурс з установок підготовки газу, що працюють з метаном вугільних пластів басейну Сурат-Боуен – Атлас (через споруджений в 2019-му газопровід завдовжки 61 кілометр), Талінга, Кенія (обидві почали роботу ще в другій половині 2000-х), Орана та Рубі-Джо (введені в середині 2010-х). 
Що стосується хабу у Валлумбілі, то він надає можливість отримувати ресурс з трубопроводу Мумба – Валлумбілла і сполучений з  підземними сховищами газу Рома, Сілвер-Спрінгс та Ньюстед. Крім того, до Валлумбілли можлива подача газу по трубопроводам Ферв'ю – Валлумбілла, Спрінг-Галлі – Валлумбілла, Віндібрі – Валлумбілла, Ріді-Крік – Валлумбілла (з 2018-го), втім, всі їх вихідні установки підготовки наразі безпосередньо під’єднані до потужних трубопровідних систем, що ведуть до заводів зі зрідженні на острові Кертіс-Айленд (так само як зазначені вище установки підготовки Талінга, Кенія, Орана та Рубі-Джо).
Видача ресурсу з Валлумбілла – Дарлінг-Даунз можлива до ТЕС Дарлінг-Даунз, в Талінзі (тут починається трубопровід Талінга/Спрінг-Галлі –  Вандоан – Кертіс-Айленд) та через хаб Валлумбілла (окрім зазначених вище газопроводів, які всі є бидирекціональними, звідси також починаються Валлумбілла – Гладстон – Рокгемптон та Валлумбілла – Брисбен).